# Cardoso Moreira
Cardoso Moreira är en kommun i Brasilien.   Den ligger i delstaten Rio de Janeiro, i den sydöstra delen av landet, 900 km sydost om huvudstaden Brasília. Antalet invånare är 12 540.
Omgivningarna runt Cardoso Moreira är huvudsakligen savann. Runt Cardoso Moreira är det glesbefolkat, med 18 invånare per kvadratkilometer.